# Phoenix Automotive (Wiltshire)
Phoenix Automotive Limited war ein britischer Hersteller von Automobilen.

## Unternehmensgeschichte
Leon Sansom, der Stiefsohn von David Yoxall, der Le Mans Sports Car Company leitete, gründete 1998 das Unternehmen in Dilton Marsh bei Westbury in der Grafschaft Wiltshire. Er begann mit der Produktion von Automobilen und Kits. Der Markenname lautete Phoenix. 1999 endete die Produktion. Insgesamt entstanden etwa 16 Exemplare.
Tiger Racing setzte die Produktion unter eigenem Namen fort.
Es bestand keine Verbindung zu Phoenix Automotive aus Gloucestershire, die Jahre zuvor die gleiche Firmierung nutzten.

## Fahrzeuge
Das einzige Modell war der Avon Sprint. Der offene Zweisitzer war vom Lotus Seven inspiriert. Die Vierzylindermotoren kamen von Ford und Rover.